# Diocesi di Neapoli di Palestina

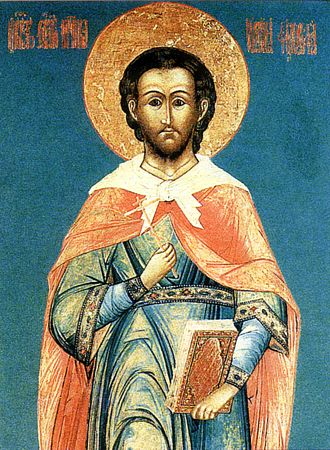
Icona del martire san Giustino, tra i primi apologisti cristiani, originario di Neapoli.

La diocesi di Neapoli di Palestina (in latino Dioecesis Neopolitana in Palaestina) è una sede soppressa del patriarcato di Gerusalemme e una sede titolare della Chiesa cattolica.

## Storia
Neapoli di Palestina, corrispondente alla città di Nablus nei territori della Palestina, è un'antica sede vescovile della provincia romana della Palestina Prima nella diocesi civile d'Oriente. Faceva parte del patriarcato di Gerusalemme ed era suffraganea dell'arcidiocesi di Cesarea.
Il Cristianesimo fece ben presto la sua comparsa a Neapoli, benché non ebbe mai il sopravvento sulla popolazione, rimasta a lungo pagana, e con una consistente comunità di Samaritani. Di certo la sede episcopale è attestata all'inizio del IV secolo, cosa che lascia supporre una sua esistenza fin dal III secolo. Originario di Neapoli fu il martire san Giustino, tra i primi apologisti cristiani.
Sono sette i vescovi documentati di Neapoli di Palestina. Il primo è Germano, che prese parte al concilio di Ancira, l'odierna Ankara, nel 314, e poi al concilio ecumenico di Nicea del 325. Procopio I assistette al primo concilio di Costantinopoli del 381. Durante la rivolta dei Samaritani nel 484 circa il vescovo Terebinto ebbe le mani mozzate. Procopio II prese parte al concilio di Gerusalemme del 518 e sottoscrisse la lettera sinodale del patriarca Giovanni di Gerusalemme contro Severo di Antiochia. Il vescovo Ammona trovò la morte durante la rivolta samaritana del 529. Giovanni firmò gli atti del sinodo convocato nel 536 dal patriarca Pietro contro Antimo e che vide riuniti assieme i vescovi delle Tre Palestine. Un vescovo anonimo è ancora menzionato agli inizi del IX secolo in un documento fatto redigere da Carlo Magno con l'elenco degli edifici sacri della Terra Santa.
Secondo alcune ipotesi archeologiche, l'attuale grande moschea di Nablus venne costruita utilizzando le preesistenze della cattedrale della diocesi di Neapoli di Palestina di epoca bizantina. Anche altre chiese cristiane sono state trasformate nel tempo in luoghi di culto mussulmani.
Dal 1933 Neapoli di Palestina è annoverata tra le sedi vescovili titolari della Chiesa cattolica; la sede è vacante dal 28 giugno 1988.

## Cronotassi

### Vescovi greci
- Germano † (prima del 314 - dopo il 325)
- Procopio I † (menzionato nel 381)
- Terebinto † (menzionato nel 484 circa)
- Procopio II † (menzionato nel 518)
- Ammona † (? - 529 deceduto)
- Giovanni † (menzionato nel 536)
- Anonimo † (menzionato nell'808)

### Vescovi titolari
- Jacques-Paul Martin † (5 gennaio 1964 - 28 giugno 1988 nominato cardinale diacono del Sacro Cuore di Cristo Re)